# Vassdrag
Ordet vassdrag er den norske betegnelse for et flodsystem, bestående af bække, elve, søer og isbræer, regnet fra deres udspring i skov og bjerg, og ned til et fælles udløb i havet, en sø eller en større flod.
Bjergkæder og andre højdedrag udgør ofte et vandskel.

## Vassdrag i Norge
I Norge findes der omkring 4.000 vassdrag, hvoraf omkring 3.000 enten er længere end 10 km eller har søer som er større end 1 km².
25–30% af Norges vassdrag er reguleret for kraftproduktion.
Sorteret efter afvandingsområde er Norges største vassdrag Glommavassdraget, der afvander 41.917 km².